# التعليم في قبرص

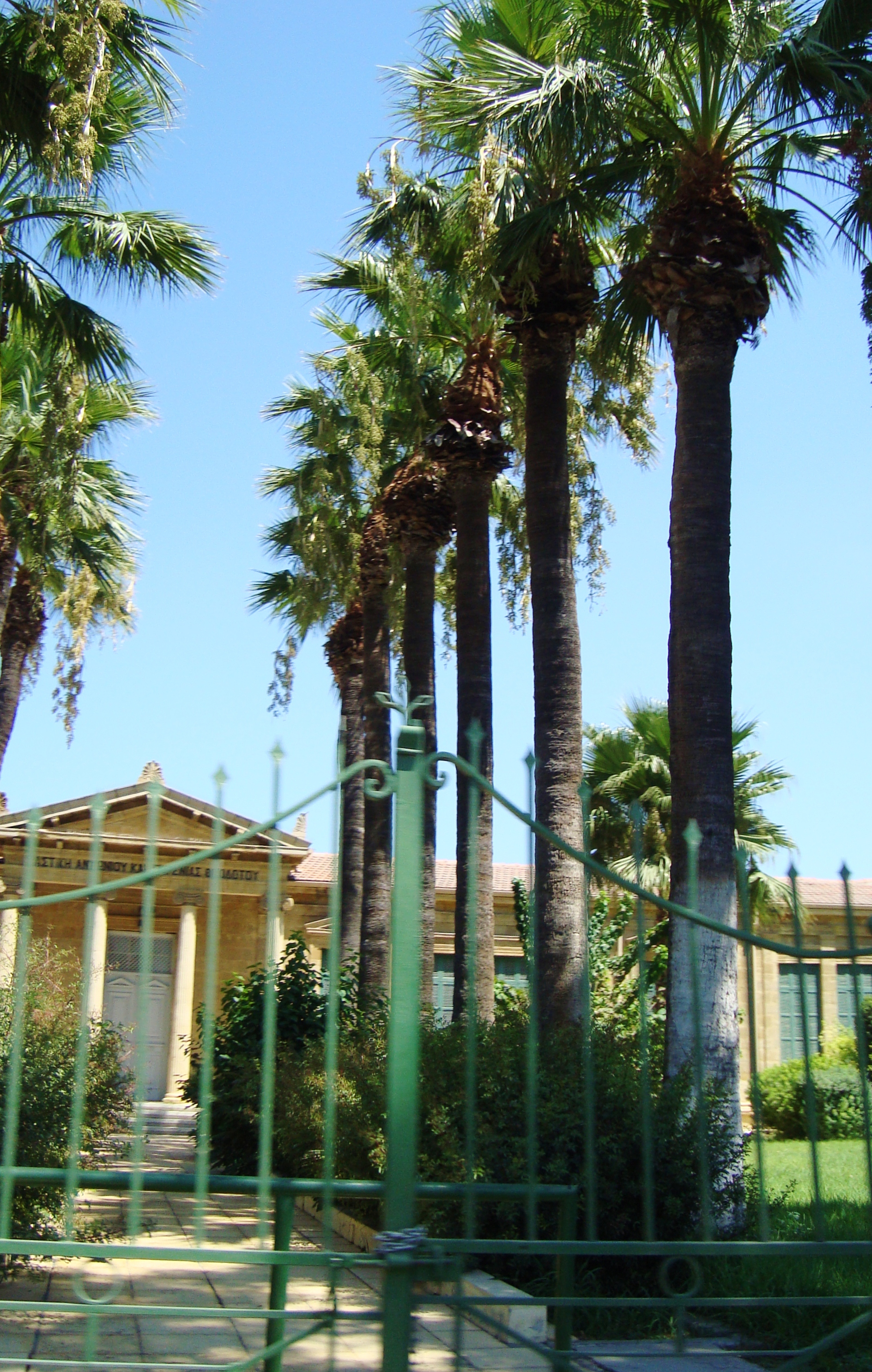
مدرسة أجيوس أنطونيوس سانت أنتونيس الابتدائية نيقوسيا جمهورية قبرص

تشرف على التعليم في قبرص وزارة التربية والثقافة.
ينقسم نظام التعليم إلى الطور ما قبل الابتدائي (ما بين سن 3 و6)، الطور الابتدائي (ما بين سن 6 و12)، الطور الثانوي (ما بين سن 12 و18) والتعليم العالي (فوق سن الـ18). الدراسة بدوام كاملة إجبارية لكل الأطفال ما بين سن 5 و15. التعليم الحكومي، بما في ذلك التعليم العالي، يتم تموليه من خلال الضرائب.
يوجد نظام تعليم مواز ممثل بالقطاع الخاص وهو معترف به من طرف وزارة التربية والثقافة. للآباء الحرية في اختيار النظام الملائم لأبنائهم لكن يجب عليهم تحمل دفع تكاليف المدارس والجامعات الخاصة لأنها عادة لا تكون مولة من طرف الحكومة.
يبدأ التعليم العالي عادة بأربع سنوات لدرجة البكالوريوس. التعليم ما بعد التخرج يشمل شهادة الماستر، والتي يتم الحصول عليها سواء عن طريق التعليم النظامي أو عن طريق الأبحاث، وشهادة الدكتوراه والتي يتم الحصول عليها خلال ثلاث سنوات. يجب على الجامعات الخاصة طلب اعتماد من الحكومة لتكون قادرة على إصدار شهادات معترف بها.
حلت قبرص في المرتبة 28 في مؤشر الابتكار العالمي عام 2023، وتقدّمت للمركز 27 في مؤشر عام 2024. 

## التعليم الابتدائي
خلال العام الدراسي 2012-2013 كان هناك 340 مدرسة ابتدائية تضم 49612 تلميذا و4144 معلما.

## التعليم الثانوي
ينقسم التعليم الثانوي إلى طورين : الجيمنازيوم أين يتم التركيز على تدريس العلوم الإنسانية لغاية سن الـ15، والليسيوم أين يتم تدريس مواد في اختصاصات مختلفة حسب رغبات ومواهب التلاميذ. التعليم التقني والمهني أيضا متوفران في هذا الطور.

## التعليم العالي
تضمن مجموعة من الكليات والجامعات التعليم العالي كما تم اعتماد الجامعات الخاصة بدءا من 2005 مع إصدار «قانون الجامعات الخاصة».
حاليا الجامعات المعتمدة من طرف وزارة التربية والثقافة :

### الجامعات العمومية
- جامعة قبرص.
- جامعة قبرص المفتوحة.
- جامعة قبرص للتكنولوجيا.

### الجامعات الخاصة
- الجامعة الأوربية في قبرص.
- جامعة فريديريك.
- جامعة نيابوليس.
- جامعة نيقوسيا.

### الكليات الخاصة
- كلية مدينة نيقوسيا الاتحادية.

## روابط خارجية
- موقع وزارة التربية والثقافة القبرصية.